# Michael Franks (futebolista)
Michael Franks (Edmonton, 20 de abril de 1977) é um ex-futebolista profissional canadense que atuava como goleiro.

## Carreira
Mike Franks se profissionalizou no Vancouver 86ers.

## Seleção
Mike Franks integrou a Seleção Canadense de Futebol na Copa das Confederações de 2001.<